# Complicità (romanzo)
Complicità (Complicity) è un romanzo appartenente al sottogenere del thriller psicologico dello scrittore scozzese Iain Banks, pubblicato nel 1993.

## Trama
(Iain Banks, Complicità)
Il protagonista è un giornalista scozzese che si ritrova indiziato per gli omicidi commessi da un serial killer. La storia si articola con la narrazione del giornalista, scritta in prima persona singolare, e con quella dell'assassino, scritta in seconda persona singolare.
Cameron Colley è un giornalista Gonzo di Edinburgo che fa uso di amfetamine, marijuana, cocaina e alcool che tenta inutilmente di smettere di fumare. Gioca ai videogiochi e fa sesso estremo con, Yvonne, la moglie di un suo amico, William. Inizia a ricevere delle telefonate da un anonimo informatore circa il coinvolgimento di importanti personalità in loschi affari. Tali telefonate lo indirizzano di volta in volta in luoghi distanti per ricevere informazioni frammentarie e misteriose sulla vicenda. Nel frattempo un serial killer sta mietendo molte vittime in modi efferati e inusuali; le indagini, condotte dall'investigatore McDunn, mettono in relazione un vecchio articolo di Cameron, nel quale si stigmatizzavano i comportamenti di alcuni individui, con gli omicidi o le sevizie delle persone elencate nell'articolo.
Tra gli altri, un giudice troppo indulgente con uno stupratore viene sodomizzato; un pornografo di snuff movie viene reso tetraplegico con un'iniezione paralizzante paralizzante e ripreso durante l'operazione con una telecamera; un imprenditore la cui negligenza ha causato la morte dimacuni lavoratori viene fatto saltare in aria nel suo appartamento.
Cameron viene interrogato e, quando si trova sul luogo di uno degli omicidi un biglietto contenente un appunto scritto con la sua calligrafia, viene arrestato. La polizia mette inoltre in relazione i suoi viaggi, effettuati su indicazione dell'informatore telefonico, con gli omicidi. Tuttavia McDunn non è convinto della colpevolezza di Cameron e crede piuttosto che una persona che lo conosce bene sia il vero killer nonché il falso informatore e che abbia manomesso le prove per incastrarlo. I sospetti si indirizzano sul migliore amico di Cameron, Andrew "Andy" Gould, un eroe della Guerra delle Falkland, benestante ma da tempo isolatosi dalla società a seguito di traumi di guerra e dopo la morte della sorella per infarto, non diagnosticato da un pigro e negligente dottore. Andy viene ritrovato morto carbonizzato ma gli omicidi continuano. Si scoprirà che Andy aveva simulato la propria morte facendo credere che il cadavere di un uomo da lui ucciso, fosse invece il suo. Andy prende contatto con Cameron; le sue telefonate, intercettate dalla polizia, portano al ritrovamento del cadavere del medico negligente, orrendamente mutilato, e a quello dell'ufficiale al comando del disastroso attacco a una postazione argentina nel quale il suo plotone era stato decimato.
Andy indirizza Cameron e la polizia a casa di Yvonne . Cameron teme che il folle amico abbia ucciso la donna che ama; viene invece ritrovato morto e il marito William. La donna è salva. Subito dopo il funerale di William, Cameron viene rapito da Andy. L'uomo spiga le sue ragioni: ha ucciso efferatamente solo criminali, corrotti, uomini inetti che, nonostante gli errori, non si erano mai presi le proprie responsabilità. La sete digiustizia e di vendetta, aveva colpito anche William, in realtà un trafficante d'armi senza scrupoli. Andy contesta anche a Cameron la codardia dimostrata anni addietro, ossia il non aver tentato di salvarlo quando, ancora bambino, era scivolato in un fiume ghiacciato o di essere fuggito, adolescente lasciandolo in balia di un maniaco sessuale; tuttavia, poiché in quest'ultima occasione, seppure tardivamente, Cameron era corso in aiuto dell'amico, aiutandolo a uccidere il pedofilo e a nasconderne il cadavere, Andy ha deciso di non ucciderlo ma solo di metterlo nei guai con la polizia. Andy libera Cameron e gli porge un cellulare, lasciando a lui la decisione se chiamare la polizia o lasciarlo fuggire. Cameron decide di non tradire l'amico, riconoscendo nelle sue azioni, seppure efferate, una sorta di giustizia.
La vicenda termina con la fuga di Andy che continuerà la sua opera all'estero, con la relazione tra Cameron e Yvonne, inconsolabile per la morte del marito che amava, interrotta per sempre. Cameron scopre inoltre di avere un cancro ai polmoni.

## Opere derivate
Dal romanzo è stato tratto l'omonimo film Complicity del 2000, diretto da Gavin Millar con protagonisti Jonny Lee Miller e Brian Cox.

## Edizioni
- (EN) Iain Banks, Complicity, 1ª ed., Londra, Little, Brown and Company, 1993, ISBN 9780316906883.
- (EN) Iain Banks, Complicity, Mew York, Nan A. Talese, 1995, ISBN 0-385-47540-3.
- Iain Banks, Complicity, traduzione di Annamaria Raffo, TEAdue, n. 620, Milano, TEA, 1998, ISBN 9788878183087.
- (FR) Iain Banks, Un homme de glace, Pocket, 1999, ISBN 9782266084253.
- (ES) Iain Banks, Cómplice, traduzione di Cristóbal Pera, Mondadori, 2001, ISBN 9788439701996.
- (FI) Iain Banks, Syyllisyys, Loki kirjat, 2002, ISBN 9529646151.
- (SW) Iain Banks, Skuld, traduzione di Johanna Mo, Stoccolma, Modernista, 2008, ISBN 9789185453832.